# Горихвістка китайська
Горихвістка китайська (Phoenicurus hodgsoni) — вид горобцеподібних птахів родини мухоловкових (Muscicapidae). Мешкає в Гімалаях і на Тибетському нагір'ї. Вид названий на честь англійського натураліста Браяна Хоутона Ходжсона.

## Опис

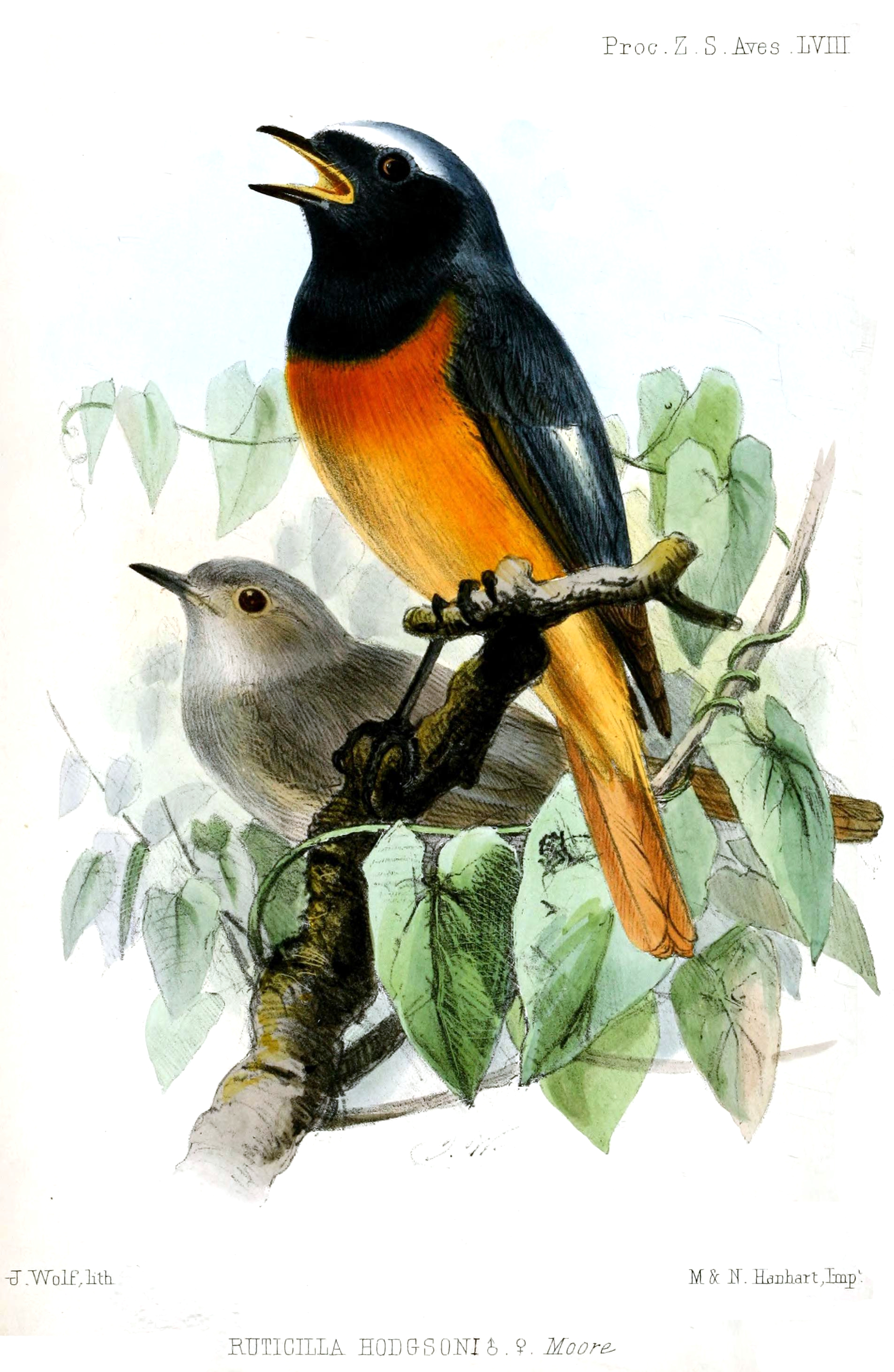
Пара китайських горихвісток

Довжина птаха становить 15 см, вага 18-19 г. Самці є схожими на самців звичайних горихвісток, верхня частина тіла у них сіра, на лобі біла пляма, горло чорне, нижня частина тіла руда, однак вирізняються дещо більшими розмірами, вужчою плямою на лобі, більшою плямою на горлі, яка охоплює також верхню частину грудей і сизуватим відтінком спини. У самиць верхня частина тіла попелясто-коричнева, нижня частина тіла сіра. Вони є схожими на самиць чорних горихвісток, однах вирізняюься білуватим животом, а рудий відтінок живота і боків у них відсутній.

## Поширення і екологія
Китайські горихвістки гніздяться на сході і південному сході Тибетського нагір'я, на сході центрального Китаю (від східного Цинхая, західного і південого Ганьсу, і півдня Шеньсі до південно-західного Сичуаня і північно-зхахідного Юньнаня), на північному заход М'янми, у Північно-Східній Індії (Аруначал-Прадеш), на півночі Непалу, Сіккіму і Бутану. Взимку вони мігрують в передгір'я Гімалаїв, повертаються на північ у березні-квітні. Китайські горихвістки живуть в хвойних і мішаних гірських лісах, у високогірних чагарникових заростях, на високогірних луках, серед скель, на високогірних плато. Гніздяться переважно на висоті від 2700 до 3600 м над рівнем моря, місцями на висоті до 4300 м над рівнем моря. Зимують у вологих лісах і рідколіссях, на полях, в чагарниках на берегах гірських річок, в Непалі на висоті до 750 м над рівнем моря, в Бутані на висоті до 600 м над рівнем моря. Живляться комахами і ягодами. Гніздяться у травні-червні. В кладці від 4 до 5 блакитнуватих або синьо-зелених яєць.